# فرانسوا جوزيف فيكتور بروساي
فرانسوا جوزيف فيكتور بروساي (بالفرنسية: François Joseph Victor Broussais)‏‏(17 ديسمبر 1772 - 17 نوفمبر 1838) هو طبيب فرنسي.

## روابط خارجية
- فرانسوا جوزيف فيكتور بروساي على موقع الموسوعة البريطانية (الإنجليزية)